# Аттіла Абоньї
Аттіла Абоньї (англ. Attila Abonyi; 16 серпня 1946, Будапешт — 6 липня 2023) — австралійський футболіст та тренер угорського походження, виступав на позиції вінгера.

## Клубна кар'єра
Народився в Угорщині, у 1957 році 10-річний Атілла емігрував до Австралії. Абоньї дебютував на дорослому рівні 1962 року у віці 15 років у складі «Мельбурн Унгарія» у Чемпіонаті штату Вікторії. У 1967 році Аттіла був провідним гравцем клубу, який допомагав досягти свого першого в історії титулу Чемпіонату штату. Того сезону з 31 голом у 29 матчах став найкращим бомбардиром чемпіонату, відзначився вирішальним голом, який допоміг команді виграти чемпіонський титул. У тому ж році Абоньї був найкращим гравцем матчу, допомігши «Мельбурн Унгарії» виграти Кубок Австралії, відзначився хет-триком, у поєдинку проти АПІА Лейхгардт (4:3) у додатковий час. Цей поєдинок виявився останнім для Атілли у футболці «Мельбурн Унгарія».
Потім переїхав до Сіднея, де приєднався до «Сент-Джордж Будапешт». У період з 1969 по 1976 рік тричі вигравав чемпіонат штату Новий Південний Уельс. У 1977 році перебрався до «Сідней Кроатія», в якому виступав до 1979 року. У червні 1975 року Абоньї зіграв у виїзному поєдинку проти «Манчестер Юнайтед», замінивши Девіда Маккрері проти Квінсленда. Відзначився третім голом за «Юнайтед» у переможному (3:0) матчі. Футбольну кар'єру завершив 1980 року в «Меліта Іглз».

## Кар'єра в збірній
У футболці національної збірної Австралії дебютував у листопаді 1967 року на турнірі дружби у В'єтнамі. Відзначився хет-триком в дебютному матчі проти Нової Зеландії, а п'ять днів по тому відзначився хет-триком у поєдинку проти Сінгапуру.
У 1973 році Австралія вперше виборола путівку на чемпіонат світу (1974 року). У 1973 році Австралія вперше виборола путівку на чемпіонат світу (1974 року). На турнірі в ФРН не зіграв у жодному з трьох матчів австралійців на груповому етапі (з НДР 0:2, ФРН 0:3 та з Чилі 0:0). Також виступав за збірні штатів Нового Південного Уельсу та Вікторії. Востаннє футболку національної команди одягав 25 листопада 1977 року в програному (0:1) матчу в поєдинку кваліфікації чемпіонату світу 1978 року в поєдинку проти Ірану в Тегерані. Відзначився 25 голами за Австралію в 61 матчі збірної у період з 1967 по 1977 рік, завдяки чому став третім найкращим бомбардиром чемпіонату Австралії. Загналом у футболці збірної зіграв 88 матчів, в яких відзначився 36-а голами.

## Кар'єра тренера
Кар'єру тренера розпочав ще будучи гравцем. З 1978 по 1979 рік був граючим тренером «Сідней Кроатія». За ці роки клуб виграв два «малих» чемпіонства. По завершенні сезону 1979 року перейшов до клубу «Меліта Іглз», де виграв другорядний «малий» чемпіонат і програв Великий фінал. Потім йому запропонували штатну роботу з «Рівервудом», єдиною на той час тренерською посадою в тогочасному чемпіонаті штату. У своєму першому сезоні вони закінчили сьоме місце, а потім друге місце у 1982 році, випередивши за різницею голів «Сідней Кроатію».
У 1983 році переїхав до Канберри й тренував «Канберру Сіті» в Національній футбольній лізі (NSL). По ходу сезону 1984 року Абоньї отримав запрошення в дебютному для «Сідней Кроатія» в НСЛ сезоні на посаду головного тренера, яке він прийняв (оскільки його сім'я залишилася в Сіднеї). Проте виправдати сподівання керівництва клубу не зміг, тому вже через нетривалий період часу звільнений з займаної посади. У 1987 та 1988 роках допомагав Френку Ароку тренувати «Сент-Джордж», який виступав у НСЛ. Після завершення сезону 1988 року Аттіла залишив Сідней та футбол, ставав бронзовим призером НСЛ.

## Досягнення
Місцепроживання Аттіли Абоньї в передмісті Сіднея Гленвуд названо на його честь. Абоньї зробив пошану на МКГ у перерві матчу кваліфікації ЧС 1998 проти Ірану.

## Особисте життя
Абоньї мешкав у Коффс-Гарбор на північному узбережжі Нового Південного Уельсу.